# إسبكة
إسبكة (بالفارسية: اسپکه) هي مدينة تقع في إيران في سيستان وبلوتشستان. يقدر عدد سكانها بـ 2,995 نسمة .